# Central Ohio Film Critics Association Awards
La Central Ohio Film Critics Association è un'associazione di critici cinematografici, composta da membri provenienti da Columbus (Ohio) e dai suoi dintorni. Fondata nel 2002, è presieduta da un totale di 25 critici di ambito televisivo o giornalistico.

## Premi
Da circa ogni anno, la società assegna periodicamente premi noti come COFCA Awards, in una cerimonia tenutasi ogni anno a gennaio.
I premi, destinati ad onorare le eccellenze cinematografiche anno dopo anno, sono tra i più recenti riconoscimenti della settima arte e successivi solo ai Phoenix Film Critics Society Awards (2000) e ai Washington DC Area Film Critics Association Awards (2002)

## Categorie

### Premi attuali
Le categorie premiate sono le seguenti (tra parentesi, sono indicate la date di creazione)
- Miglior film (Central Ohio Film Critics Association Award for Best Picture) (2002-)
- Miglior attore (Central Ohio Film Critics Association Award for Best Actor) (2002-)
- Migliore attrice (Central Ohio Film Critics Association Award for Best Actress) (2002-)
- Miglior attore non protagonista (Central Ohio Film Critics Association Award for Best Supporting Actor) (2002-)
- Migliore attrice non protagonista (Central Ohio Film Critics Association Award for Best Supporting Actress) (2002-)
- Miglior regista (Central Ohio Film Critics Association Award for Best Director) (2002-)
- Migliore sceneggiatura originale (Central Ohio Film Critics Association Award for Best Screenplay - Original) (2002-)
- Migliore sceneggiatura non originale (Central Ohio Film Critics Association Award for Best Screenplay - Adapted) (2002-)
- Miglior fotografia (Central Ohio Film Critics Association Award for Best Cinematography) (2002-)
- Miglior colonna sonora (Central Ohio Film Critics Association Award for Best Score) (2002-)
- Miglior film in lingua straniera (Central Ohio Film Critics Association Award for Best Foreign Language Film) (2002-)
- Miglior documentario (Central Ohio Film Critics Association Award for Best Documentary)
- Attore dell'anno (Actor of the Year) (2004-)
- Miglior cast (Central Ohio Film Critics Association Award for Best Ensemble) (2004-)
- Miglior performance rivelazione (Central Ohio Film Critics Association Award for Breakthrough Film Artist) (2004-)
- Miglior film d'animazione (Central Ohio Film Critics Association Award for Best Animated Film) (2006-)
- Miglior film trascurato (Central Ohio Film Critics Association Award for Best Overlooked Film) (2006-)

### Premi non più assegnati
Nella lista seguente troviamo i premi non più assegnati.
- Miglior performance da protagonista (Central Ohio Film Critics Association Award for Best Lead Performance) (2004-2005)
- Miglior performance da non protagonista (Central Ohio Film Critics Association Award for Best Supporting Performance) (2004-2005)
- Migliore sceneggiatura (Central Ohio Film Critics Association Award for Best Screenplay) (2004-2005)
- Miglior formato (Central Ohio Film Critics Association Award for Best Formal Design) (2004-2005)
- Miglior sonoro (Central Ohio Film Critics Association Award for Best Sound Design) (2004-2005)